# Joe Wagner
Joe Wagner est un astronome américain.

## Biographie
Le Centre des planètes mineures le crédite de la découverte de six astéroïdes, effectuée entre 1983 et 1984.
| (3045) Alois        | 8 janvier 1984 |
| (3512) Eriepa       | 8 janvier 1984 |
| (3562) Ignace       | 8 janvier 1984 |
| (3589) Loyola       | 8 janvier 1984 |
| (5163) Vollmayr-Lee | 9 octobre 1983 |
| (13007) 1984 AU     | 8 janvier 1984 |